# موتاون
موتاون (به انگلیسی: Motown) یک شرکت ضبط آثار موسیقی که در سال ۱۹۵۹ توسط بری گوردی تأسیس شده‌است که بعدها به یکی از معروف‌ترین ناشران موسیقی تبدیل شد.
در سال ۱۹۸۲ به مناسبت سالگرد ۲۵ سالگی موتاون ، مایکل جکسون خواننده پاپ ، برای اولین بار اهنگ بیلی جین خود را به صورت زنده روی صحنه اجرا کرد 